# Risto Jussilainen
Risto Kalevi Jussilainen (* 10. Juni 1975 in Jyväskylä) ist ein ehemaliger finnischer Skispringer. Er startete für den Verein seiner Heimatstadt, den Jyväskylän Hiihtoseura.

## Werdegang
Außerhalb der Weltcupsaison trainierte er im Jyväskylä Ski Club in Finnland. 1985 bestritt er seine ersten Skisprungwettkämpfe, ging aber trotzdem bis 1992 auf eine staatliche Schule. Während seiner Schulzeit arbeitete er nachmittags in einem Intersport, seinem heutigen Sponsor, in seiner Heimatstadt. Dort ist er noch heute manchmal tätig.
Risto Jussilainen gewann bei der WM 2001 in Lahti Silber mit der Mannschaft von der Normalschanze und der Großschanze, bei den Olympischen Winterspielen 2002 in Salt Lake City Silber mit der Mannschaft und bei der WM 2005 Silber mit der Mannschaft von der Großschanze. In der Saison 2000/01 wurde er Dritter im Gesamtweltcup und im Skiflug-Weltcup, bis Februar 2006 errang er zwei Weltcupsiege. 
Am 23. November 2007, kurz vor Beginn der neuen Saison, erklärte Jussilainen wegen schlechter Trainingsergebnisse im Sommer seinen Rücktritt vom aktiven Leistungssport.
Er war in seiner aktiven Zeit eng mit Janne Ahonen befreundet und teilte sich mit diesem auch stets ein Zimmer.

## Erfolge

### Weltcupsiege im Einzel
| Nr. | Datum             | Ort        | Typ           |
| --- | ----------------- | ---------- | ------------- |
| 1.  | 4. März 2001      | Oberstdorf | Flugschanze   |
| 2.  | 24. November 2001 | Kuopio     | Normalschanze |

## Statistik

### Weltcup-Platzierungen
| Saison  | Platz | Punkte |
| ------- | ----- | ------ |
| 1993/94 | 84.   | 005    |
| 1994/95 | 54.   | 034    |
| 1996/97 | 63.   | 031    |
| 1998/99 | 43.   | 072    |
| 1999/00 | 08.   | 624    |
| 2000/01 | 03.   | 938    |
| 2001/02 | 10.   | 474    |
| 2002/03 | 69.   | 013    |
| 2004/05 | 12.   | 526    |
| 2005/06 | 30.   | 155    |

### Schanzenrekorde
| Ort       | Land       | Weite               | aufgestellt am  | Rekord bis   |
| --------- | ---------- | ------------------- | --------------- | ------------ |
| Harrachov | Tschechien | 212,5 m (HS: 205 m) | 14. Januar 2001 | 9. März 2002 |